# (52665) Brianmay
(52665) Brianmay – planetoida z grupy pasa głównego asteroid okrążająca Słońce w ciągu 5 lat i 73 dni w średniej odległości 2,99 j.a. Została odkryta 30 stycznia 1998 roku w Kleť Observatory w pobliżu Czeskich Budziejowic przez Janę Tichą i Miloša Tichego. Nazwa planetoidy pochodzi od Briana Maya, astrofizyka i gitarzysty zespołu Queen. Nazwę zasugerował Patrick Moore. Przed nadaniem nazwy planetoida nosiła oznaczenie tymczasowe (52665) 1998 BM30.